# 切雷普福卢
切雷普福卢，是匈牙利包尔绍德-奥包乌伊-曾普伦州所辖的一个村。总面积44.66平方公里，总人口1033，人口密度23.1人/平方公里（2011年1月1日）。